# Grande Hotel

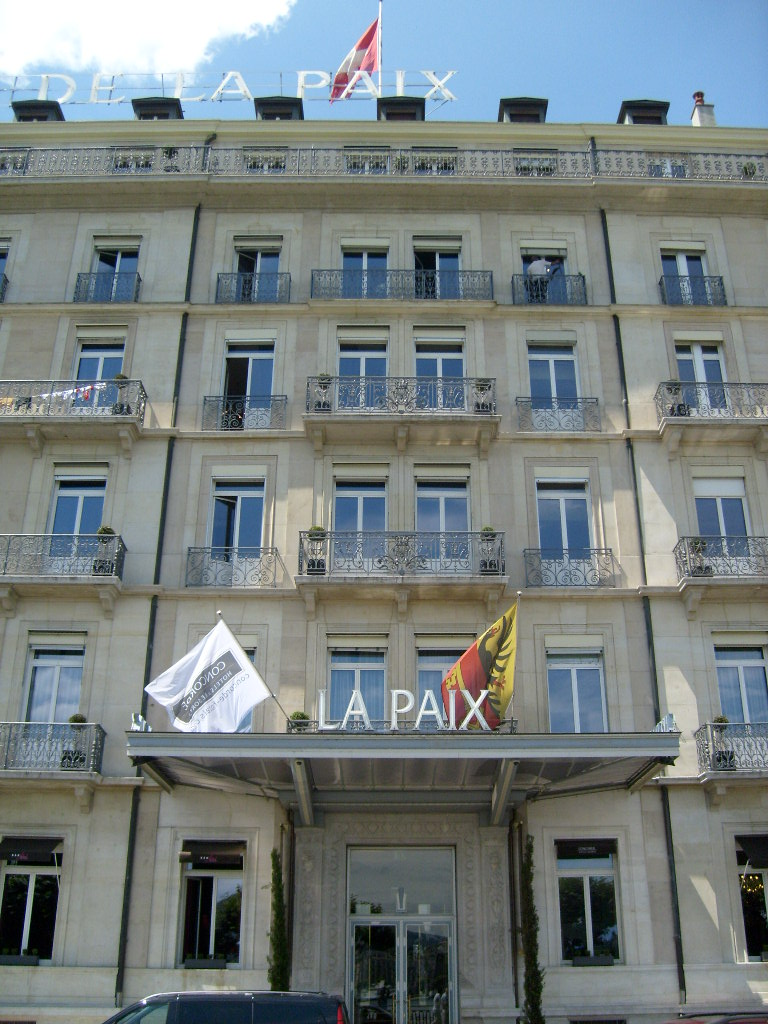
Amstel Hotel de la Paix

Grande Hotel era o termo empregue para designava aquilo que hoje se chamam vulgarmente hoteis de luxo, só que os Grandes Hoteis, enquanto que tal, eram prédio de grandes proporções (para a época), em estilo arquitetônico geralmente clássico e logo construídos nos fins do século XIX. Grande parte deles estão classificados como monumento histórico como é o caso dos três hotéis do Square des Alpes em Genebra .
Curiosamente os actuais hotéis de luxo que começam o nome com "Grande Hotel", não o são Stricto sensu, pois os que o são, são no mínimo centenários! 